# Anne-Isabelle Tollet
Anne-Isabelle Tollet, née le 13 mai 1974, est une journaliste française, grand reporter spécialisée depuis 2007 dans les zones sensibles telles que l’Afghanistan et le Pakistan où elle a séjourné plusieurs années et de l'Iran où elle a effectué un « voyage interdit[pas clair] ». 

## Biographie
Elle occupe le poste de correspondante permanente durant 4 ans pour France 24 à Islamabad et elle se rend plusieurs fois dans les zones tribales pour interviewer en 2008, des talibans et des militants se revendiquant d’Al-Qaïda.
Pour couvrir la mort d'Oussama ben Laden au Pakistan le 2 mai 2011, elle réalise de nombreux reportages et duplex pour les journaux d'informations de France 24, et les éditions spéciales de France 2, France 3, I>Télé, l'émission Mots croisés sur France 2 ainsi que pour différentes radios et articles dans la presse étrangère.
Au Pakistan et en Afghanistan, elle assure la couverture de l’actualité à travers des reportages de 1,30 à 26 minutes, des duplex en direct, des entretiens de personnalités dont le dernier témoignage de Shahbaz Bhatti, quelques jours avant son assassinat par les talibans pakistanais pour ses critiques à l'égard de la loi du blasphème et son soutien à Asia Bibi, une mère de famille chrétienne, condamnée à mort pour blasphème. Elle écrit le livre Blasphème (traduit dans une vingtaine de pays du monde) qui témoigne du calvaire de la pakistanaise emprisonnée depuis le 14 juin 2009 et qui encourt la mort par pendaison (affaire Asia Bibi). Cet ouvrage est l'unique témoignage de la victime depuis sa prison.
En septembre 2011, elle lance un appel à la communauté internationale et prend la parole à New York, au sommet UN Watch, en marge de la grande assemblée générale de l'ONU. À l’occasion du Sommet de Genève pour les Droits de l’Homme et la Tolérance qui s’est tenu le 13 mars 2012, la Ligue internationale contre le racisme et l’antisémitisme (LICRA) se joint à la déclaration d'Anne-Isabelle Tollet au Conseil des Droits de l’Homme des Nations unies, pour lancer un appel en faveur d’Asia Bibi,.
Elle est envoyée spéciale sur différents théâtres d'opérations pour plusieurs émissions d’information comme Sept à huit (TF1), Complément d'enquête (France 2) et Le Magazine de la santé (France 5). Après plusieurs missions au Kosovo, pour la chaîne d'information française ITélé, elle est sélectionnée pour l'équivalent des oscars du journalisme, les Emmy Awards International à New York le 22 septembre 2001 dans la catégorie « meilleur reportage d’actualité » pour son travail de reporter de guerre au Kosovo. Au cours de sa carrière, elle sera amenée à présenter des journaux d'informations sur iTélé dès sa création le 4 novembre 1999 et sur France 24.
Elle publie, en février 2015 les coulisses de son propre combat contre la loi du blasphème au Pakistan. Elle remportera le prix Elina&Louis Pauwels pour cet ouvrage intitulé La mort n'est pas à une solution. En 2020, après 10 ans de lutte et à la suite de la libération d'Asia Bibi, la journaliste la retrouve au Canada (après plusieurs mois d'enquête pour localiser Asia Bibi) et publie un ultime livre, Enfin libre, traduit dans 30 pays et lauréat du prix littéraire des droits de l'Homme.
À la suite de la mort de Mahsa Amini en septembre 2022, pour un port de voile non conforme, et des manifestations subs, elle décide de se rendre clandestinement en Iran pour se faire le porte-parole de cette population opprimée par un régime sanguinaire. Présente en Iran le 7 octobre 2023, elle témoigne de cette expérience et de son périple interdit en tant que journaliste dans un livre intitulé Le voyage interdit. Une plongée clandestine dans l'Iran d'aujourd'hui aux éditions Le Cherche midi (septembre 2024). 

## Publications
- Anne-Isabelle Tollet et Asia Bibi, Blasphème, Éditions XO, 2011, 180 p. (ISBN 978-2-36107-022-9).
- Anne-Isabelle Tollet Grains de peau (In Fine – Éditions d’art, 2019)
- Anne-Isabelle Tollet, Le Dictionnaire de ma vie, de l’acteur Michael Lonsdale (Kero, 2016)
- Anne-Isabelle Tollet avec le Pr Patrick Clervoy Tous choqués. Vaincre nos peurs après les attentats, (Tallandier, 2016)
- Anne-Isabelle Tollet, La mort n'est pas une solution, Les Éditions du Rocher, 2015 (ISBN 978-2-268-07755-0). Prix Elina & Louis Pauwels[réf. nécessaire]
- Anne-Isabelle Tollet et Asia Bibi, Enfin libre !, Éditions du Rocher, mai 2020 (ISBN 2268102408) Prix littéraire des Droits de l'Homme[réf. nécessaire]
- Anne-Isabelle Tollet, Le voyage interdit,[9] "une plongée clandestine dans l'Iran d'aujourd'hui" (Le Cherche midi 2024)